# Johan Huys
Johan Huys (Gent, 23 april 1942) is een Belgisch muziekpedagoog, organist, klavecinist en pianofortespeler.

## Opleiding
Huys studeerde aan het Koninklijk Conservatorium Gent. In 1962 behaalde hij er eerste prijzen voor piano, muziekgeschiedenis en kamermuziek, en in 1964 een eerste prijs orgel. In 1969 behaalde hij samen met leden van het Parnassus-ensemble (onder wie Paul Dombrecht) aan het Koninklijk Conservatorium Brussel het Hoger Diploma Kamermuziek (klas Arie Van Lysebeth) met de grootste onderscheiding.

## Muziekuitvoerder
Omwille van zijn belangstelling voor oude muziek (vooral 17e en 18e eeuw) werd hij vanaf 1966 clavecinist van het Parnassus-ensemble (met Oswald Van Olmen, blokfluit; Paul Dombrecht, barokhobo; Barthold Kuijken, traverso en Richte van der Meer, cello) dat een decennium lang een rol speelde op de Europese barokscène. In de volgende jaren trad hij op als klavecinist en als organist in binnen- en buitenland, dit zowel solistisch als samen met andere musici en ensembles zoals René Jacobs, Barthold Kuijken, Hans-Martin Linde, Guy Penson, Philippe Pierlot, Judith Nelson, Theo Mertens, Patrick Peire, het Collegium Vocale Gent, het Ricercar Consort, I Fiamminghi en vele anderen. Tezelfdertijd interesseerde Huys zich in hedendaagse, vooral elektronische muziek. Hij werd lid van het ensemble voor hedendaagse muziek 'Vlaams Mobiel Ensemble Enteuxis', dat heel wat werken uitvoerde van onder andere Karel Goeyvaerts, Lucien Goethals en Rembert De Smet.

## Onderwijs
Vanaf 1962 gaf Huys les aan verschillende muziekacademies en was assistent van zijn docent orgel Gabriel Verschraegen aan de Gentse Sint-Baafskathedraal. In 1970 werd hij benoemd tot hoofdleraar klavecimbel aan het Koninklijk Conservatorium Gent en had er onder zijn leerlingen onder meer Carine Verhenneman, Guy Penson en Philippe Herreweghe. In 1982 werd Johan Huys directeur van het Koninklijk Conservatorium Gent. Hij uitoefende deze functie uit tot aan de vorming van de Hogeschool Gent in 1996. Hij stichtte er onder meer de afdeling Jazz en Lichte Muziek, de afdeling instrumentenbouw en de vzw Muzikon die van 1985 tot 1996 de jaarlijkse internationaal gewaardeerde ‘Week van de Hedendaagse Muziek’ organiseerde.

## Adviserende functies
Van 1986 tot 1988 was Huys adviseur Schone Kunsten van de Vlaamse Gemeenschapsminister van Cultuur, Patrick Dewael. Sedert 1977 is hij jurylid en sedert 1981 juryvoorzitter van de internationale klavecimbel-, orgel- en musica-antiqua wedstrijd te Brugge in het kader van het MAfestival Brugge. Huys is tevens muziekadviseur van het Festival van Vlaanderen Brugge en voorzitter van de Raad van Bestuur van het Orpheus Instituut. Hij is daarnaast lid van de Beoordelingscommissie/Adviesraad voor Muziek van het Ministerie van Cultuur van de Vlaamse Gemeenschap.

## Discografie
- Solo op orgel, klavecimbel, pianoforte of tangentenflügel
  - Instruments à clavier du 16e au 18e siècle (Alpha)
  - Vlaamse orgelpracht (5 albums) (Eufoda)
  - Klavecimbelsonates Joseph Haydn (Eufoda)
  - Keyboard Improvisations
  - Het Historisch Van Peteghemorgel van Haringe
- Met diverse ensembles
  - Koor Cantabile Knokke (Bach, Schütz, Haendel)
  - Ensemble Parnassus (Boismortier, Telemann, Fux)
  - Solisten van het Belgisch Kamerorkest (Vier concerto's voor strijkers van Vivaldi)
  - Ensemble Parnassus en René Jacobs (Cantates van Telemann)
  - Chapelle Royal, Collegium Vocale, Philippe Herreweghe (Motetten van Mendelssohn)
  - Collegium Vocale, Philippe Herreweghe (Motetten van de Familie Bach)
  - The Malufi Singers (Liederen van Schubert)
  - Ricercar Consort (Deutsche Barockkantaten - Requiem)
  - Het orgel van Onze-Lieve-Vrouw, Sint-Pieter en Karmelietenkerk in Gent
  - Het Penceler orgel in Balen en het Van Peteghem orgel in Zele
  - C. Ph. E. Bach, Haydn en W. A. Mozart op tangentvleugel
  - Sonates van J. Haydn op pianoforte (2 albums)
  - Igloo (Concerto voor pneumafoons en orgel)
- Met zanger
  - Met Guy Penson (For Two to Play)
  - Met René Jacobs (Motetti e sacri canti)
  - Met René Jacobs (Arie - Madrigali - Musici sacre)
  - Met René Jacobs (Purcell, Händel, Bach)
  - Met René Jacobs (Motetten van Henri Du Mont)
  - Met Guy De Mey, tenor (Liederen van W. A. Mozart)
- Met ander instrument
  - Met Ph. Pierlot, gamba (Sonates van Telemann)
  - Met Theo Mertens, trompet (Muziek voor trompet en orgel) - 3 CD's

## Publicatie
- Johan Huys, Ik ben Luc, componist. Luc Brewaeys, zijn leven en werk. Borgerhoff & Lamberigts, Gent, 2023, 416 pp. ISBN 9789464759365